# موندن
هان موندن (بالألمانية: Hann. Münden) هي بلدة ألمانية تقع في ألمانيا في سكسونيا السفلى.[بحاجة لمصدر]  يقدر عدد سكانها بـ 25,173 نسمة .

## المدن التوأمة
مدن أوبرفيشتاخ، كفيدلينبورغ، سوريسن، حي هكني في لندن، حولون، Chełmno و Steglitz-Zehlendorf هي مدن توأمة لـهان موندن.

## أعلام
- يوهانس كرابه
- هانس هيكر
- نيكلاس هارتمان
- فيليستاس راوش
- فرديناند فستنفلد